# Tacolneston
Tacolneston is een civil parish in het bestuurlijke gebied South Norfolk, in het Engelse graafschap Norfolk met 825 inwoners.